# Liu Guozheng
Pour les articles homonymes, voir Liu.
Dans ce nom chinois, le nom de famille, Liu, précède le nom personnel Guozheng.
Liu Guozheng né le 7 mars 1980 à Wuhan dans la province du Hubei en Chine, est un pongiste chinois.

## Biographie
Il est champion du monde par équipes en 2001 et en 2004 avec l'équipe de Chine.
Il a remporté la grande finale du Pro Tour en 1999, et a été finaliste en 2000, et a remporté l'Open de Chine en 1999, l'Open de Pologne et de Suède en 2000, ainsi que de Malaisie en 2003. 
Il a été finaliste du championnat du monde en double mixte en 2005 avec sa compatriote Bai Yang. Lors des Jeux olympiques de 2000 à Sydney, il a atteint les quarts de finale.